# Laity Kama
Laity Kama (ur. 1939 w Dakarze, zm. 6 maja 2001) – prawnik senegalski, pierwszy prezydent Międzynarodowego Trybunału Karnego ds. Rwandy.
Od 1969 sędzia, pracował także przez wiele lat w prokuraturze w Senegalu (m.in. przy Sądzie Najwyższym). Współtwórca i wieloletni wykładowca École Nationale de la Magistrature du Sénégal w Dakarze. Jako uznany ekspert międzynarodowego prawa karnego reprezentował Afrykę w grupie roboczej ds. bezprawnych zatrzymań przy Komisji Praw Człowieka Narodów Zjednoczonych. Brał udział w opracowaniu kodeksu postępowania karnego w Beninie. W latach 1983–1990 członek delegacji Senegalu przy Komisji Praw Człowieka NZ w Genewie.
Został wybrany w maju 1995 na sędziego nowo powołanego Międzynarodowego Trybunału Karnego ds. Rwandy; w czerwcu t.r. został pierwszym prezydentem Trybunału (wybrany ponownie w 1997). W 1999 jego następczynią na stanowisku szefa Trybunału została Navanethem Pillay. Kama pozostawał sędzią Trybunału do końca życia, wybrany na drugą kadencję w 1999; 1995–1999 kierował I izbą procesową, od 1999 II izbą procesową.